# Cider (mjukvara)
Cider är en typ av mjukvara som gör det möjligt att spela spel på en Mac som ursprungligen är tänkta att användas i Windows-miljö. Tekniken är utvecklad av TransGaming Technologies.